# Koch County
Koch County ist eine administrative Einheit des Unity State im Südsudan mit dem Hauptort Koch. Das County liegt im Zentrum des Staates.

## Geographie
Das County liegt links des Weißen Nils in der Ebene. Im Umkreis des Hauptortes liegen die Siedlungen Dor Nying Naitok (NW), Bol (SO) und Thar Wang (SW). Weitere Siedlungen sind Dhor Wang, Thorial, Duar, Wath-Thier und Bieh.
Das Ganze liegt im Bereich der Erdölkonzession Block 5A. Zwischen 1998 und 2003 wurden die Gemeinschaften vor Ort häufig von Paramilitärs angegriffen, die zum Teil von der Regierung unterstützt wurden.
2002 wurde der Ort sogar mehrfach durch einen Antonow-Bomber und Helikoptern angegriffen.
Andererseits gab es immer wieder politische Aktionen. Am 31. Januar 2000 brach Riek Machar formell mit der Regierung und rief seine Kommandanten und Häuptlinge der Nuer auf, ihn in Koch aufzusuchen. Flugzeuge der Vereinten Nationen wurden unter Vorwänden benutzt, Anführer zu der Konferenz zu bringen, wo die Sudan People’s Defence Forces/Democratic Front begründet wurde.
2008 lebten ca. 75.000 Menschen in Koch County, laut Sudan Population and Housing Census. Die Bevölkerung ist extrem arm, Analphabetismus ist weit verbreitet. Die Gemeinschaften gehören zu den Sippen der Jagei Nuer.
Zwischen April und November 2010 starben wieder mehr als 35 Personen im County durch Angriffe von Aufständischen. Viele der Opfer waren Zivilisten.
Es gab den Verdacht, dass General Gatluak Gai, welcher aus Koch County stammte, der Anführer hinter diesen Attacken war.
Im Januar 2011 wurden Gespräche geführt, in welchen verschiedene Personen behaupteten, als Repräsentant von Gatluak Gai aufzutreten. Die Situation war extreme obskur.
Am 18. Juli 2011 beendete Gatluak Gai die Friedensgespräche mit der Sudan People’s Liberation Army (SPLA). Drei Tage später wurde er getötet.
Sein zweiter Kommandant in der „South Sudan Liberation Army“, Marko Chuol Ruei, bekannte sich zu dem Mord. Er begründete dies darin, dass Gatluak Gai seinen Kämpfern befohlen habe, die Friedensvereinbarung zu ignorieren.
Doch noch immer gibt es gravierende Sicherheitsprobleme.